# Fringilide
Fringilidele (Fringillidae) este o familie de păsări cântătoare din ordinul Passeriformes. Din această familie fac parte cinteza, scatiul, sticletele și multe alte specii de păsări. Familia Fringillidae cuprinde ca. 40 de genuri din care 4 au dispărut, respectiv 200 de specii din care 14 au dispărut.

## Răspândire
Arealul de răspândire al păsărilor din această grupă sunt pădurile de foioase și conifere, luminișuri, parcuri, grădini, zone cultivate, savane, tundră regiuni situate la toate latitudinile globului, păsările lipsind numai în regiunea arctică. Ele fiind prezente pe toate continentele, și chiar pe insule numeroase din mările și oceanele lumii. Cele mai multe specii ca. 70 se află în Asia, în Europa trăiesc ca. 20 de specii, iar în Africa 50 de specii. În cele două Americi trăiesc 60 de specii. Pe insulele Hawaii subfamilia Drepanidinae, care număra inițial 30 de specii s-a diversificat mult între timp. Unele specii, cum sunt Leucosticte, populează regiuni stâncoase sau de prerie, pe când Carduelis atrata, trăiește in Anzi la altitudinea de 4500 de m, sau Leucosticte brandti în Himalaya la altitudinea de 5400 m deasupra n.m.

## Hrănire și mod de viață

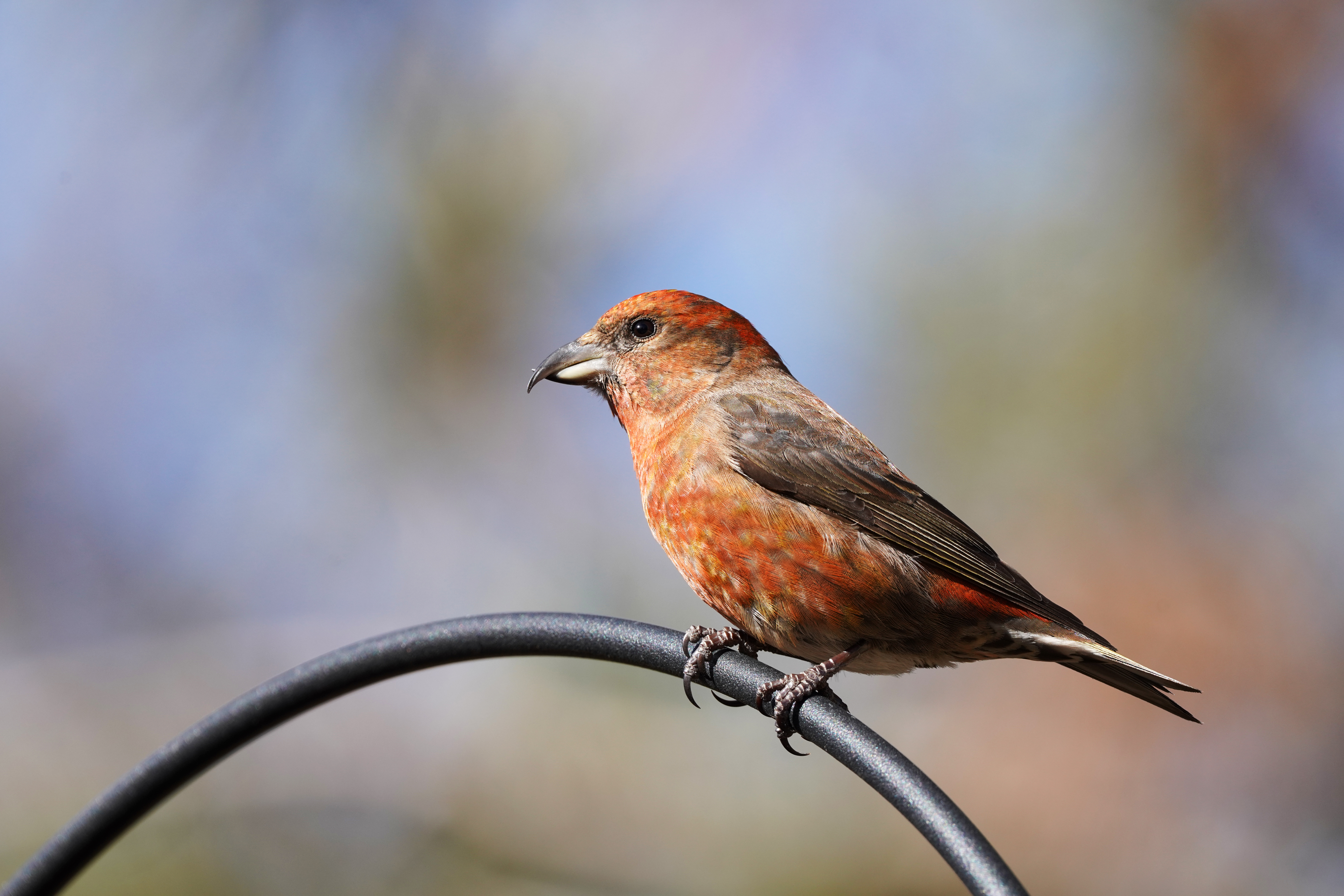
Mascul al speciei Loxia curvirostra.

Hrana principală a păsărilor din grupa Fringillidae constă în principal din semințe, fructe și muguri de plante. Botgrosul poate să spargă și sâmburi de cireșe cu ciocul său puternic. Loxia care are ciocul la vârf încrucișat poate să scoată semințele din conurile de conifere. În perioada clocitului păsările vor hrăni puii și cu insecte, păianjeni, sau râme. Cele mai multe specii sunt păsări sedentare, iarna speciile nordice ca cele din Scandinavia, Asia de Nord până la Kamciatka migrează spre sud. În iarna anului 1946/1947 și 1951/1952 s-a semnalat o migrație a unor specii în Elveția, concentrându-se aici ca. 100 de milioane de păsări, se presupune că fenomenul de migrație se datorează hranei abundente de semințe din pădurile de fagi. Zborul păsărilor este în salturi (bolte). Păsările din această grupă trăiesc circa 1 - 2 ani, dar în cazuri rare s-a semnalat chiar și vârsta de 15 ani.

## Reproducție
Păsările din această grupă, în special femelele, contruiesc un cuib rotund din rămurele de arbori și tufișuri. Femela depune în cuib 3 - 5 ouă, care vor fi clocite circa două săptămâni. Puii vor fi hrăniți de ambii părinți. Sticleții (Carduelinae) hrănesc puii cu semințe și fructe din gușă, pe când cintezele (Fringillinae) aduc puilor insecte sau viermi, puii fiind hrăniți direct din cioc. Puii părăsesc cuibul la ca. 11-28 de zile, femela clocește în general de două pe an, în regiunile tropicale clocitul are loc de mai multe ori pe an.

## Sistematică
Familia fringilide include 45 de genuri și 211 de specii, repartizate în 3 subfamilii și 5 triburi.
- Subfamilia Fringillinae

- Fringilla

- Fringilla coelebs
- Fringilla teydea
- Fringilla polatzeki
- Fringilla montifringilla

- Subfamilia Euphoniinae

- Chlorophonia

- Chlorophonia flavirostris
- Chlorophonia cyanea
- Chlorophonia pyrrhophrys
- Chlorophonia occipitalis
- Chlorophonia callophrys

- Euphonia

- Euphonia jamaica
- Euphonia plumbea
- Euphonia affinis
- Euphonia luteicapilla
- Euphonia chlorotica
- Euphonia trinitatis
- Euphonia concinna
- Euphonia saturata
- Euphonia finschi
- Euphonia violacea
- Euphonia laniirostris
- Euphonia hirundinacea
- Euphonia chalybea
- Euphonia elegantissima
- Euphonia cyanocephala
- Euphonia musica
- Euphonia sclateri
- Euphonia flavifrons
- Euphonia fulvicrissa
- Euphonia imitans
- Euphonia gouldi
- Euphonia chrysopasta
- Euphonia mesochrysa
- Euphonia minuta
- Euphonia anneae
- Euphonia xanthogaster
- Euphonia rufiventris
- Euphonia pectoralis
- Euphonia cayennensis

- Subfamilia Carduelinae

- Tribul Coccothraustini

- Mycerobas

- Mycerobas icterioides
- Mycerobas affinis
- Mycerobas melanozanthos
- Mycerobas carnipes

- Hesperiphona

- Hesperiphona vespertina
- Hesperiphona abeillei

- Coccothraustes

- Coccothraustes coccothraustes

- Eophona

- Eophona migratoria
- Eophona personata

- Tribul Drepanidini

- Melamprosops

- Melamprosops phaeosoma

- Paroreomyza

- Paroreomyza maculata
- Paroreomyza montana

- Oreomystis

- Oreomystis bairdi

- Telespiza

- Telespiza cantans
- Telespiza ultima

- Loxioides

- Loxioides bailleui

- Psittirostra

- Psittirostra psittacea

- Hemignathus

- Hemignathus hanapepe
- Hemignathus affinis
- Hemignathus wilsoni

- Pseudonestor

- Pseudonestor xanthophrys

- Magumma

- Magumma parva

- Manucerthia

- Manucerthia mana

- Loxops

- Loxops caeruleirostris
- Loxops ochraceus
- Loxops coccineus

- Chlorodrepanis

- Chlorodrepanis stejnegeri
- Chlorodrepanis flava
- Chlorodrepanis virens

- Drepanis

- Drepanis coccinea

- Himatione

- Himatione sanguinea

- Palmeria

- Palmeria dolei

- Tribul Carpodacini

- Carpodacus

- Carpodacus erythrinus
- Carpodacus sipahi
- Carpodacus rhodochlamys
- Carpodacus waltoni
- Carpodacus pulcherrimus
- Carpodacus edwardsii
- Carpodacus rodochroa
- Carpodacus verreauxii
- Carpodacus rodopeplus
- Carpodacus vinaceus
- Carpodacus formosanus
- Carpodacus synoicus
- Carpodacus stoliczkae
- Carpodacus roborowskii
- Carpodacus sillemi
- Carpodacus rubicilloides
- Carpodacus rubicilla
- Carpodacus sibiricus
- Carpodacus puniceus
- Carpodacus subhimachalus
- Carpodacus roseus
- Carpodacus trifasciatus
- Carpodacus thura
- Carpodacus dubius

- Tribul Pyrrhulini

- Pinicola

- Pinicola enucleator

- Pyrrhula

- Pyrrhula nipalensis
- Pyrrhula waterstradti
- Pyrrhula leucogenis
- Pyrrhula aurantiaca
- Pyrrhula erythrocephala
- Pyrrhula erythaca
- Pyrrhula murina
- Pyrrhula pyrrhula

- Rhodopechys

- Rhodopechys alienus
- Rhodopechys sanguineus

- Bucanetes

- Bucanetes githagineus
- Bucanetes mongolicus

- Agraphospiza

- Agraphospiza rubescens

- Callacanthis

- Callacanthis burtoni

- Pyrrhoplectes

- Pyrrhoplectes epauletta

- Procarduelis

- Procarduelis nipalensis

- Leucosticte

- Leucosticte nemoricola
- Leucosticte brandti
- Leucosticte arctoa
- Leucosticte tephrocotis
- Leucosticte atrata
- Leucosticte australis

- Tribul Carduelini

- Haemorhous

- Haemorhous mexicanus
- Haemorhous cassinii
- Haemorhous purpureus

- Rhodospiza

- Rhodospiza obsoleta

- Rhynchostruthus

- Rhynchostruthus socotranus
- Rhynchostruthus louisae
- Rhynchostruthus percivali

- Chloris

- Chloris chloris
- Chloris sinica
- Chloris spinoides
- Chloris monguilloti
- Chloris ambigua

- Linurgus

- Linurgus olivaceus

- Crithagra

- Crithagra citrinelloides
- Crithagra frontalis
- Crithagra hyposticta
- Crithagra capistrata
- Crithagra koliensis
- Crithagra scotops
- Crithagra leucopygia
- Crithagra atrogularis
- Crithagra reichenowi
- Crithagra xanthopygia
- Crithagra rothschildi
- Crithagra flavigula
- Crithagra xantholaema
- Crithagra citrinipectus
- Crithagra mozambica
- Crithagra donaldsoni
- Crithagra buchanani
- Crithagra flaviventris
- Crithagra dorsostriata
- Crithagra sulphurata
- Crithagra albogularis
- Crithagra striatipectus
- Crithagra reichardi
- Crithagra canicapilla
- Crithagra gularis
- Crithagra mennelli
- Crithagra tristriata
- Crithagra ankoberensis
- Crithagra menachensis
- Crithagra striolata
- Crithagra burtoni
- Crithagra melanochroa
- Crithagra rufobrunnea
- Crithagra concolor
- Crithagra leucoptera
- Crithagra totta
- Crithagra symonsi

- Linaria

- Linaria flavirostris
- Linaria cannabina
- Linaria yemenensis
- Linaria johannis

- Acanthis

- Acanthis flammea
- Acanthis hornemanni
- Acanthis cabaret

- Loxia

- Loxia pytyopsittacus
- Loxia scotica
- Loxia curvirostra
- Loxia leucoptera
- Loxia megaplaga

- Chrysocorythus

- Chrysocorythus estherae
- Chrysocorythus mindanensis

- Carduelis

- Carduelis carduelis
- Carduelis caniceps
- Carduelis citrinella
- Carduelis corsicana

- Serinus

- Serinus serinus
- Serinus canaria
- Serinus syriacus
- Serinus pusillus
- Serinus alario
- Serinus canicollis
- Serinus flavivertex
- Serinus nigriceps

- Spinus

- Spinus thibetanus
- Spinus spinus
- Spinus pinus
- Spinus tristis
- Spinus psaltria
- Spinus lawrencei
- Spinus atriceps
- Spinus spinescens
- Spinus yarrellii
- Spinus cucullatus
- Spinus crassirostris
- Spinus magellanicus
- Spinus dominicensis
- Spinus siemiradzkii
- Spinus olivaceus
- Spinus notatus
- Spinus xanthogastrus
- Spinus atratus
- Spinus uropygialis
- Spinus barbatus

## Galerie

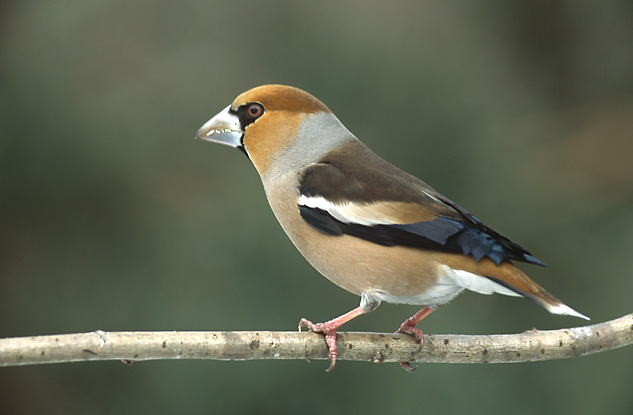
Coccothraustes coccothraustes
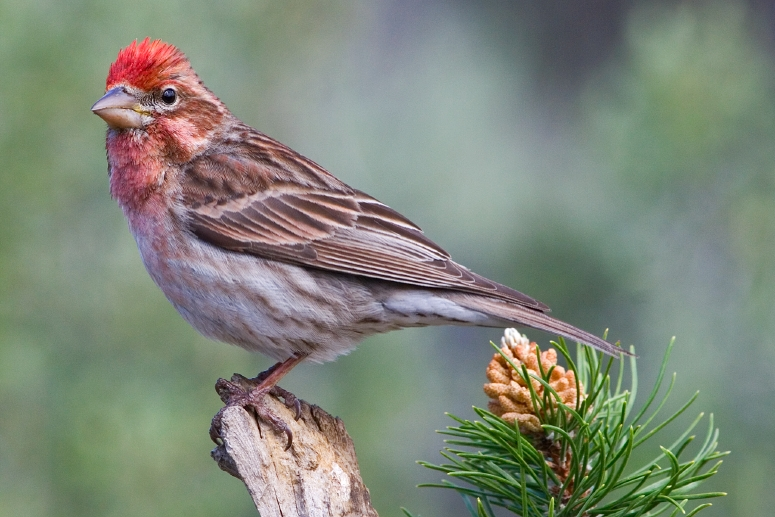
Haemorhous cassinii
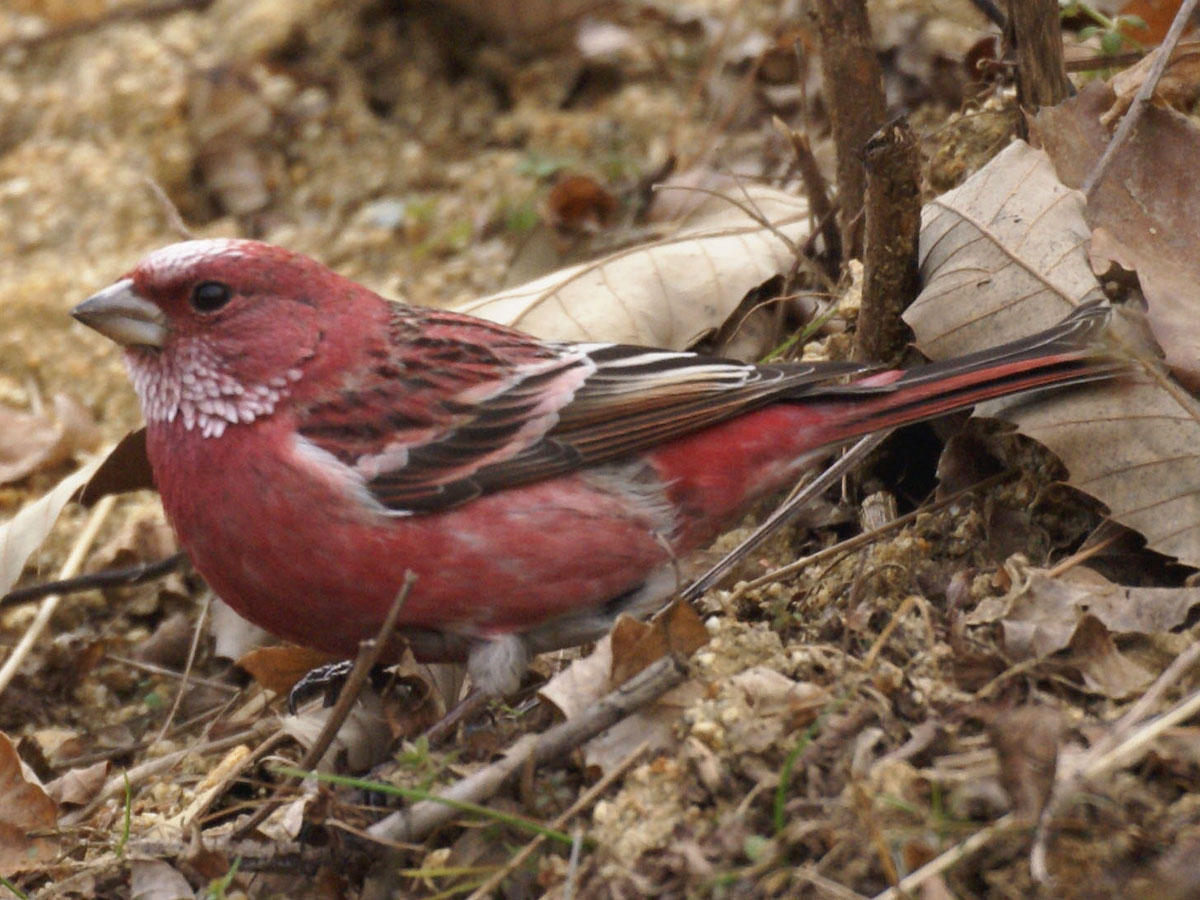
Carpodacus roseus
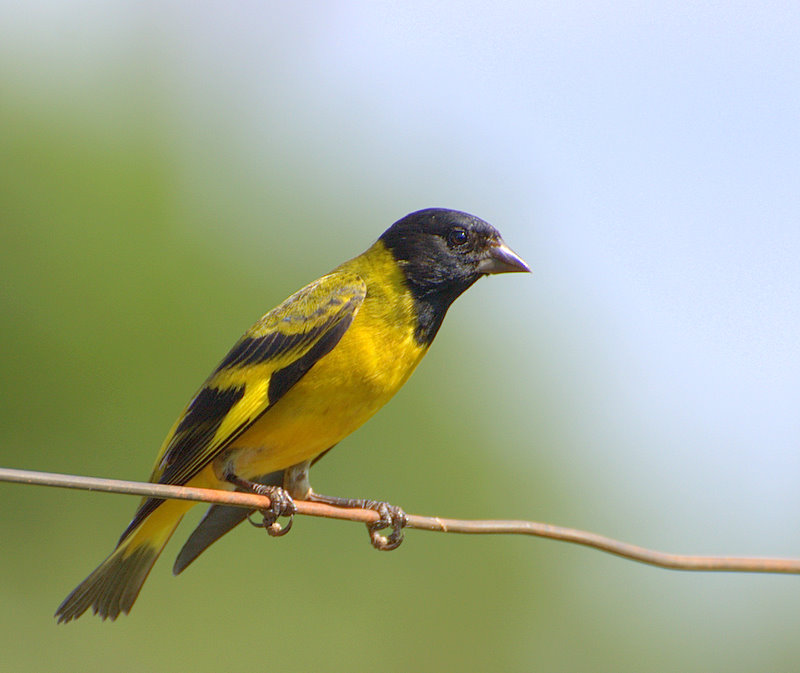
Spinus magellanicus
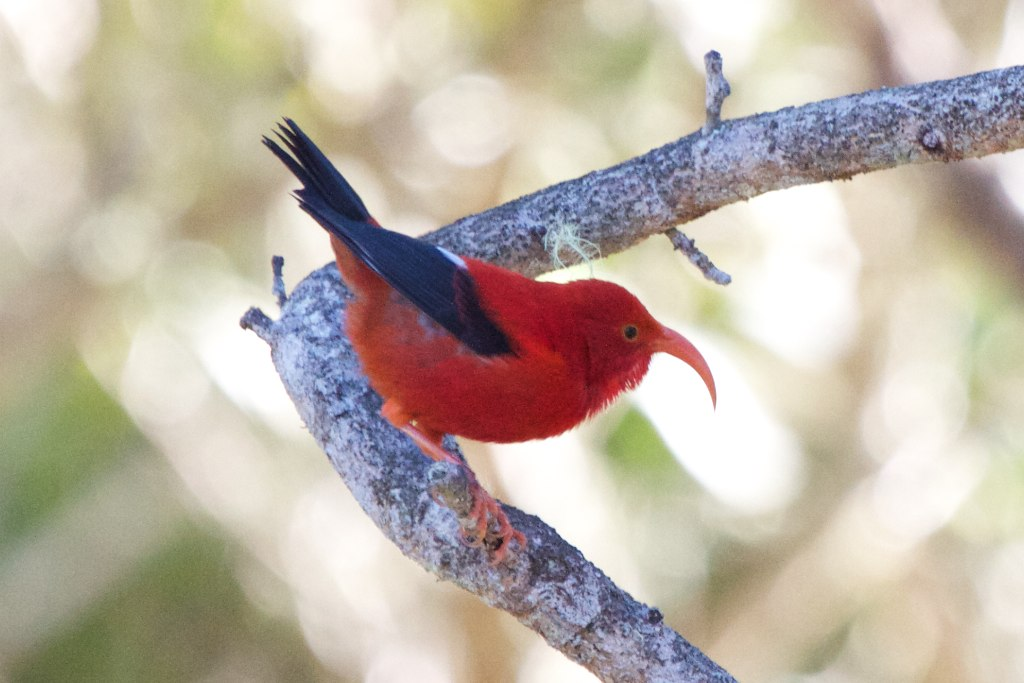
Drepanis coccinea
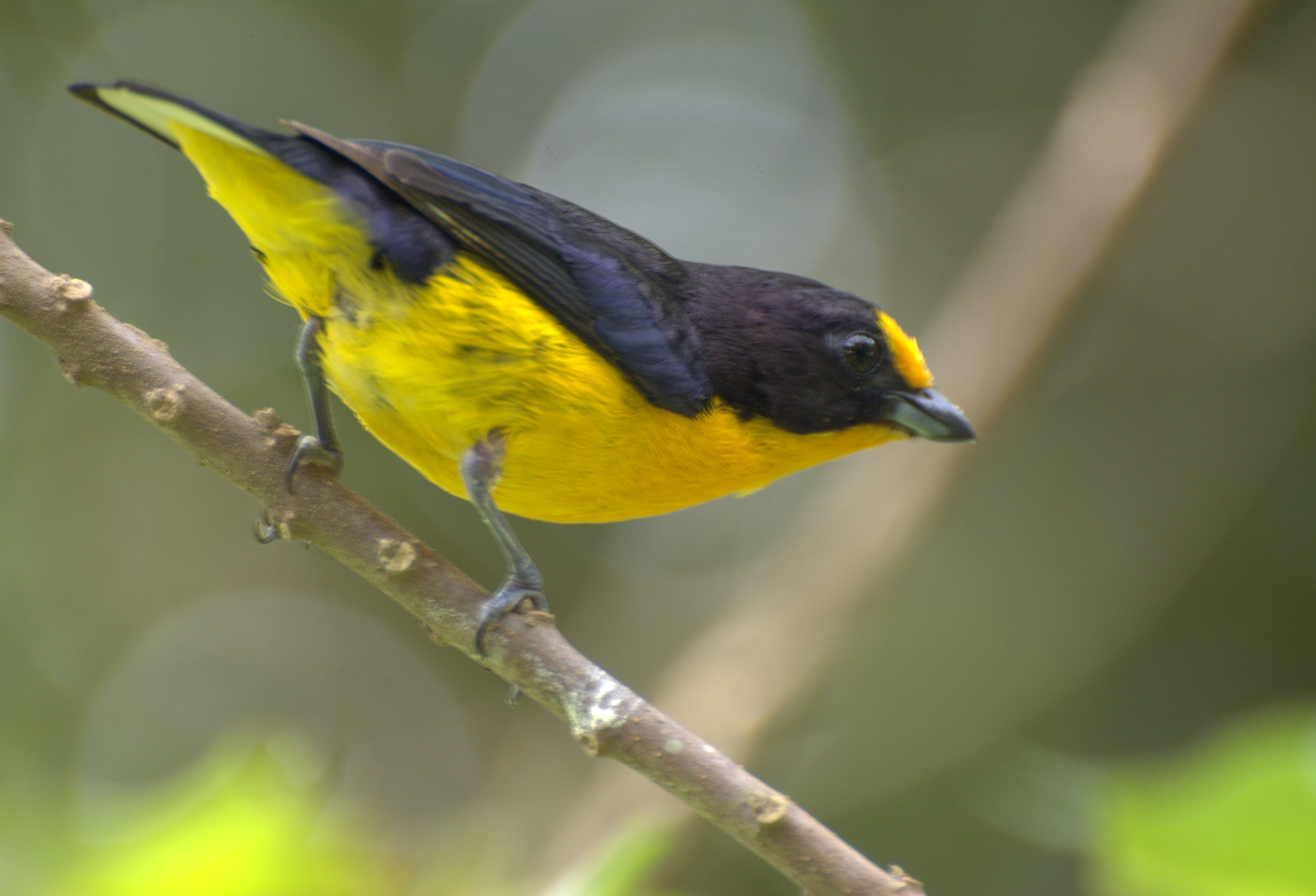
Euphonia violacea
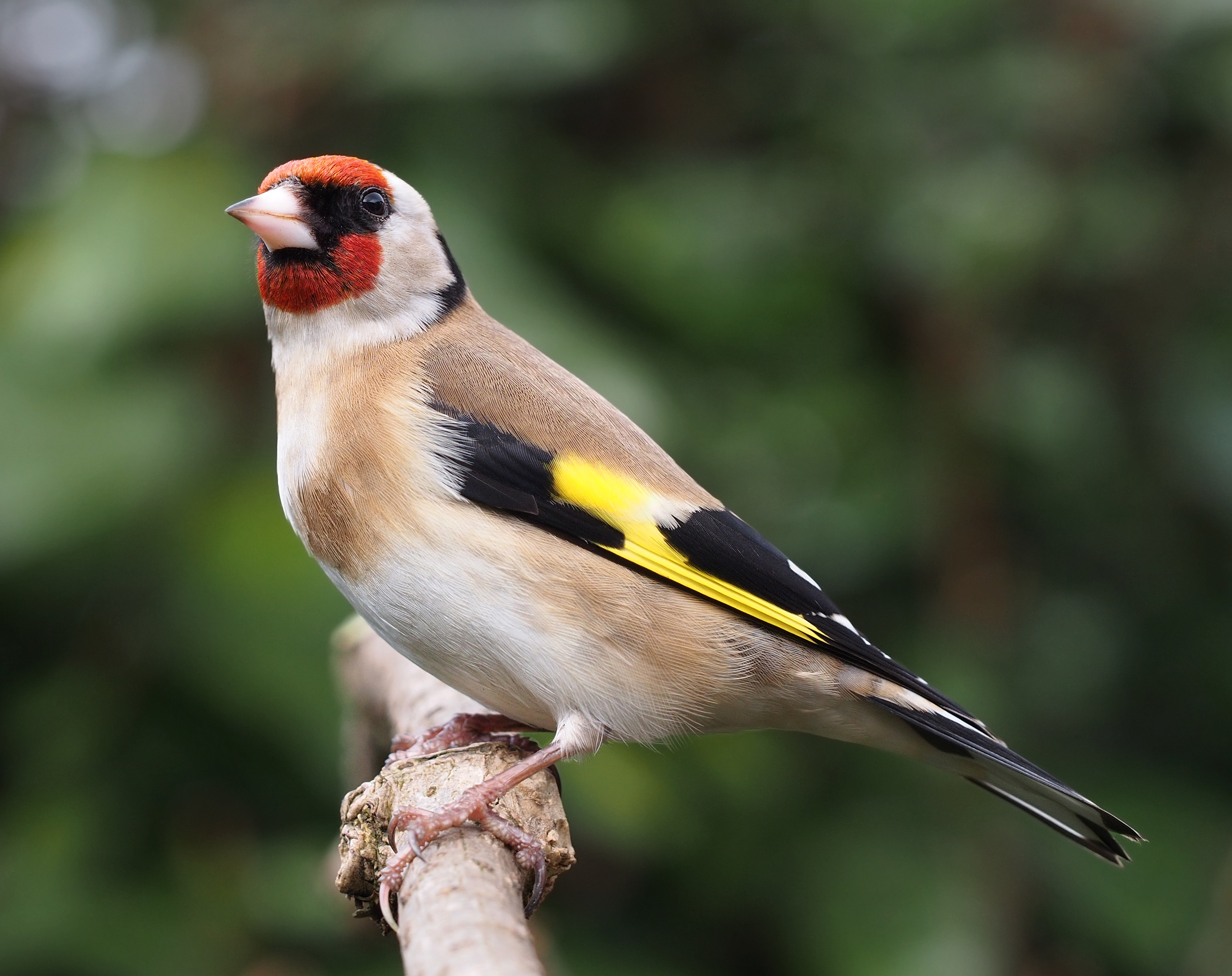
Carduelis carduelis
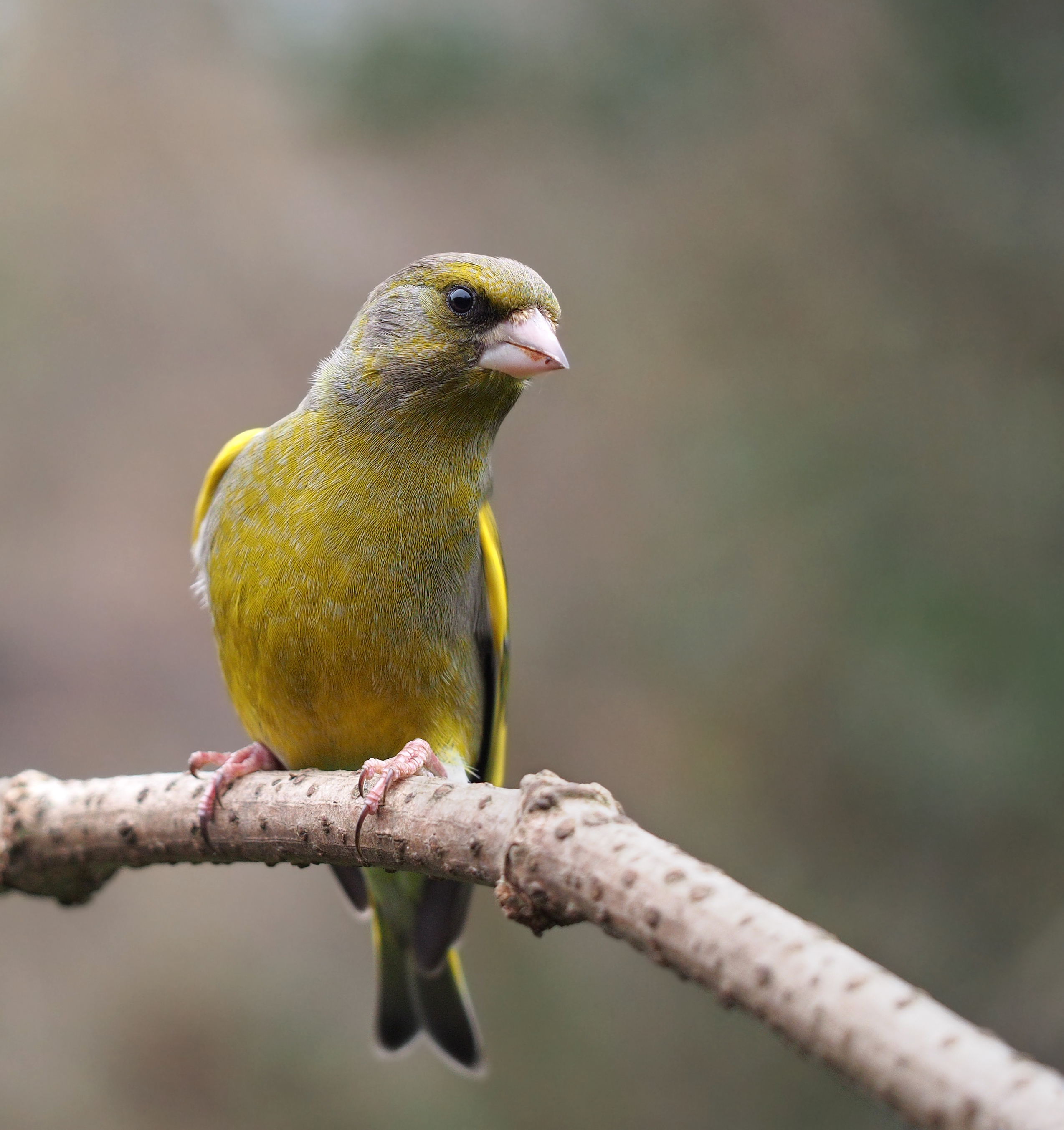
Chloris chloris
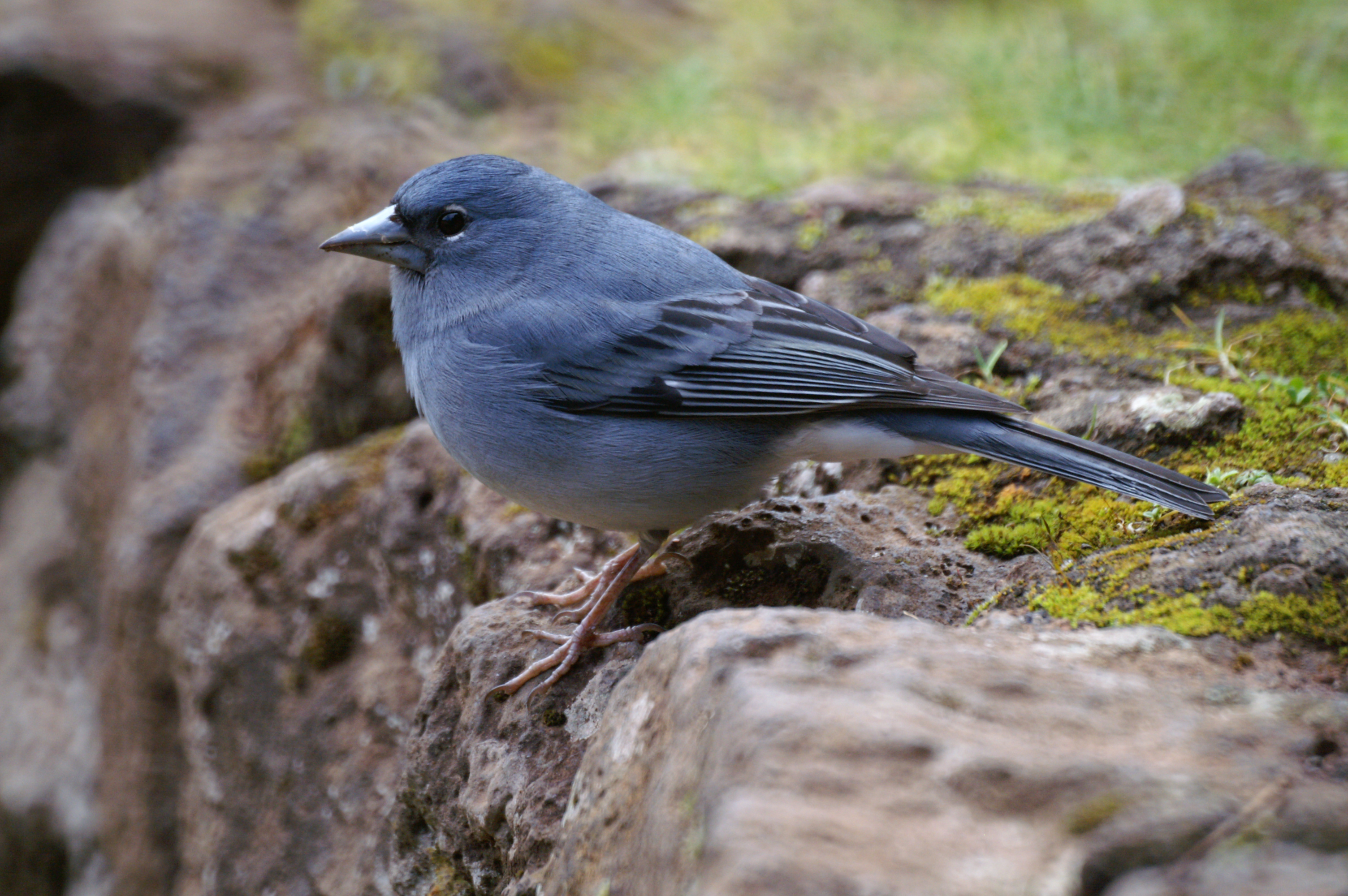
Fringilla teydea
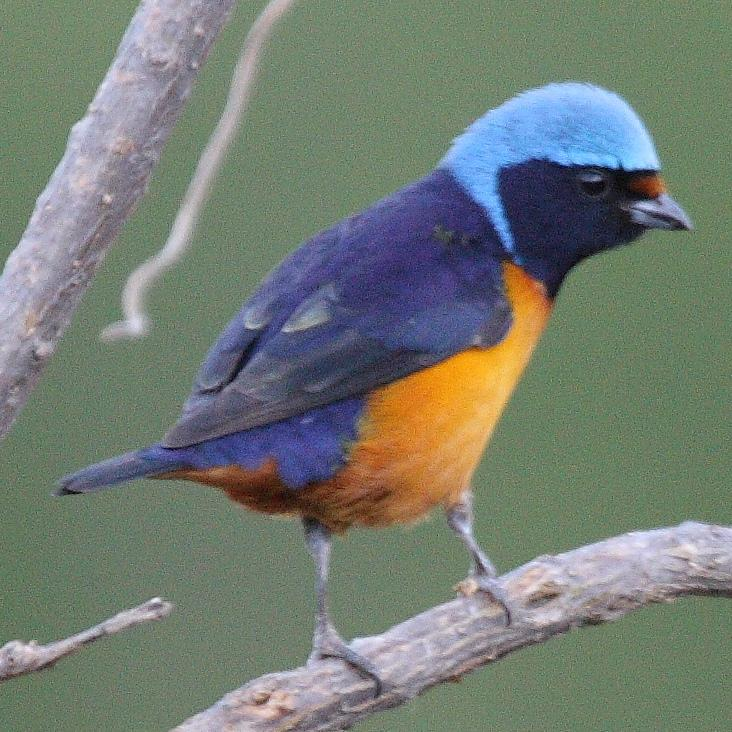
Chlorophonia elegantissima
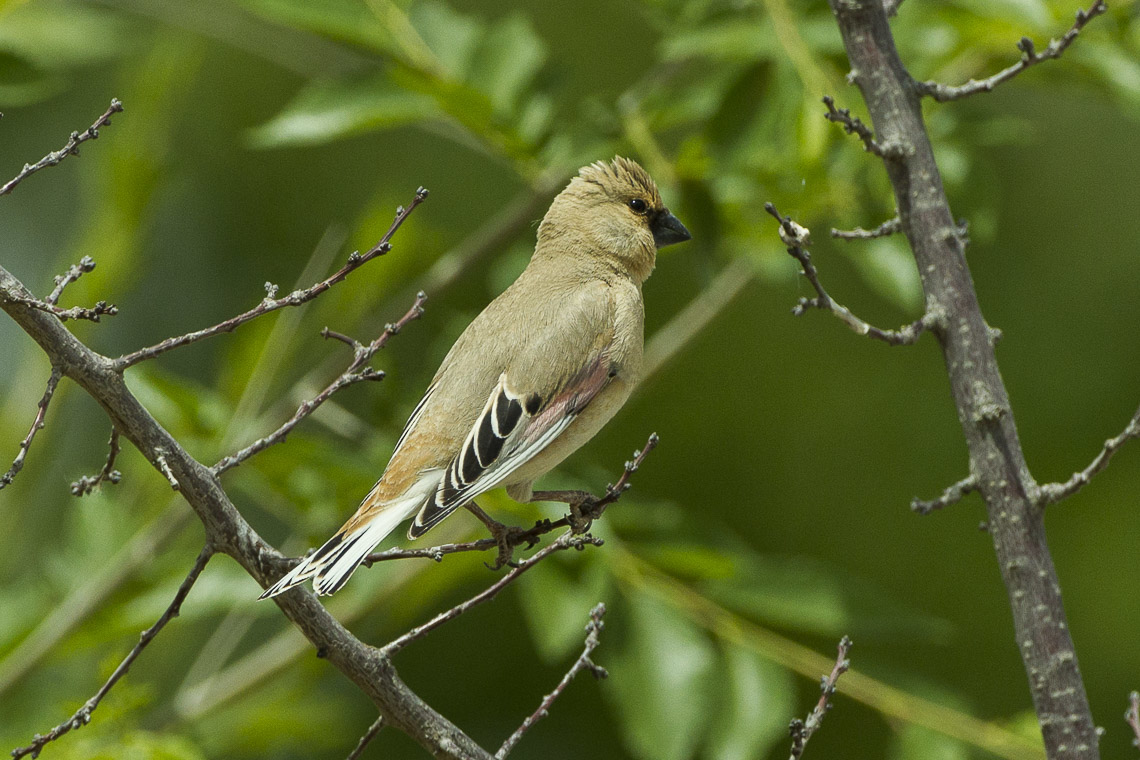
Rhodospiza obsoleta
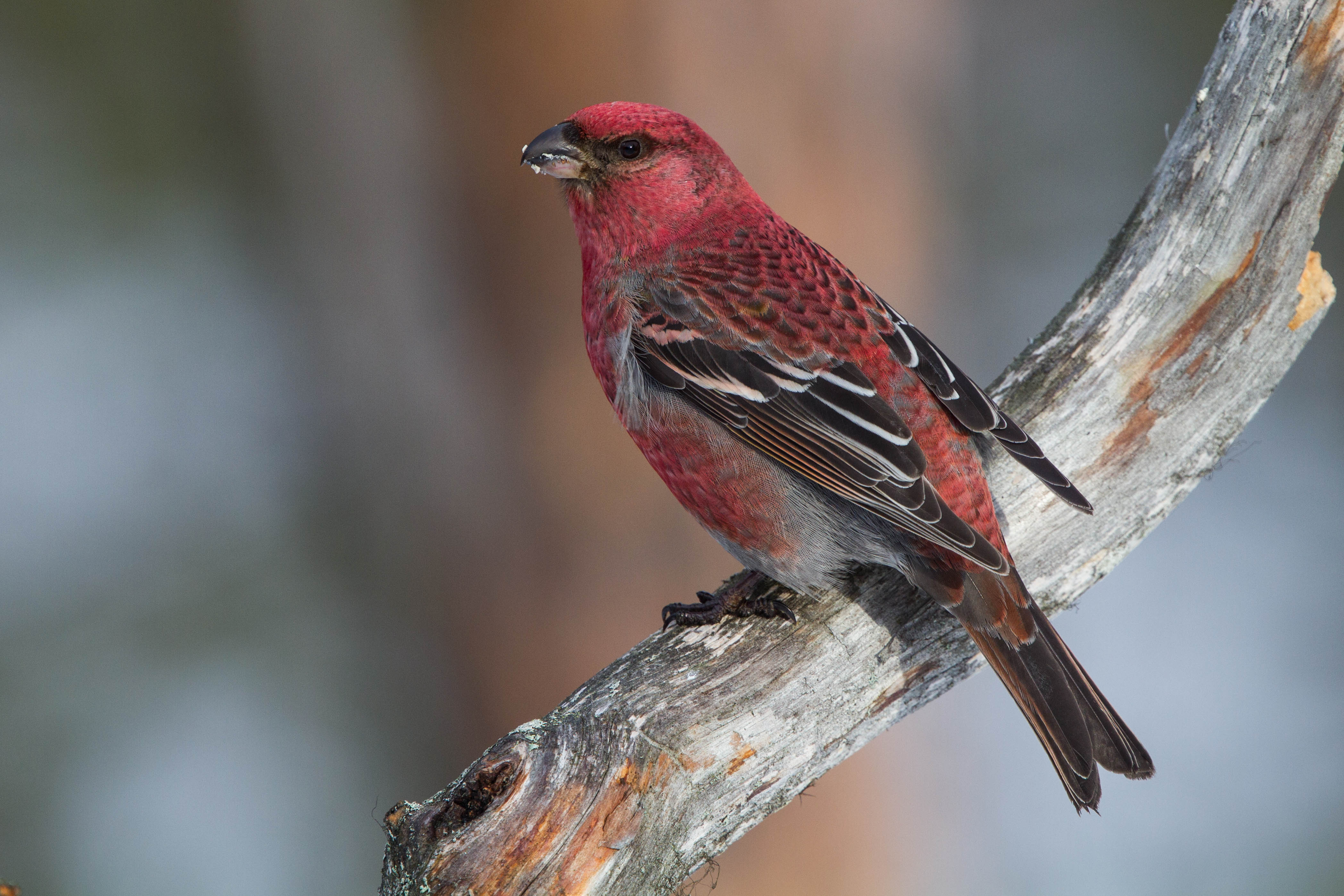
Pinicola enucleator
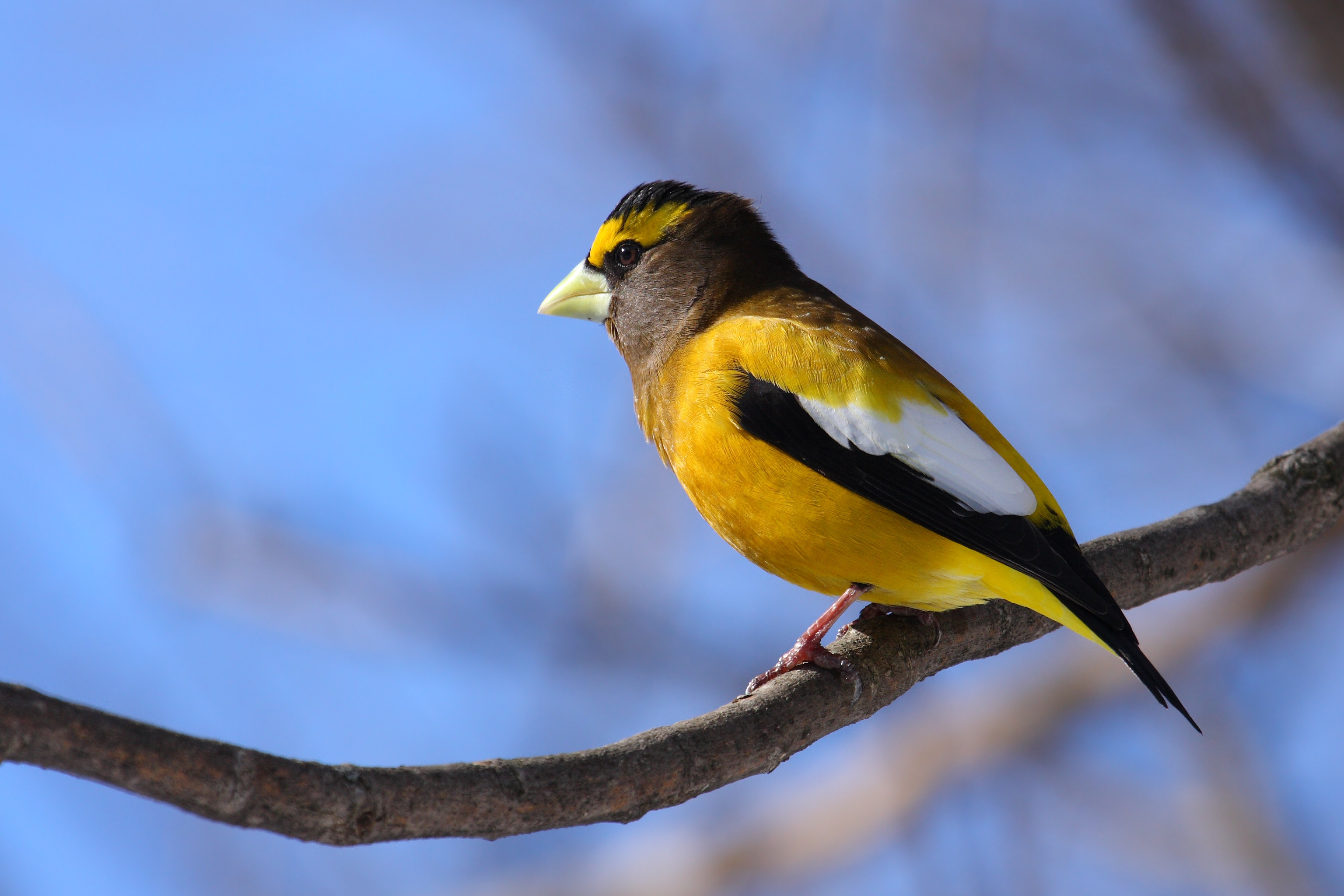
Hesperiphona vespertina
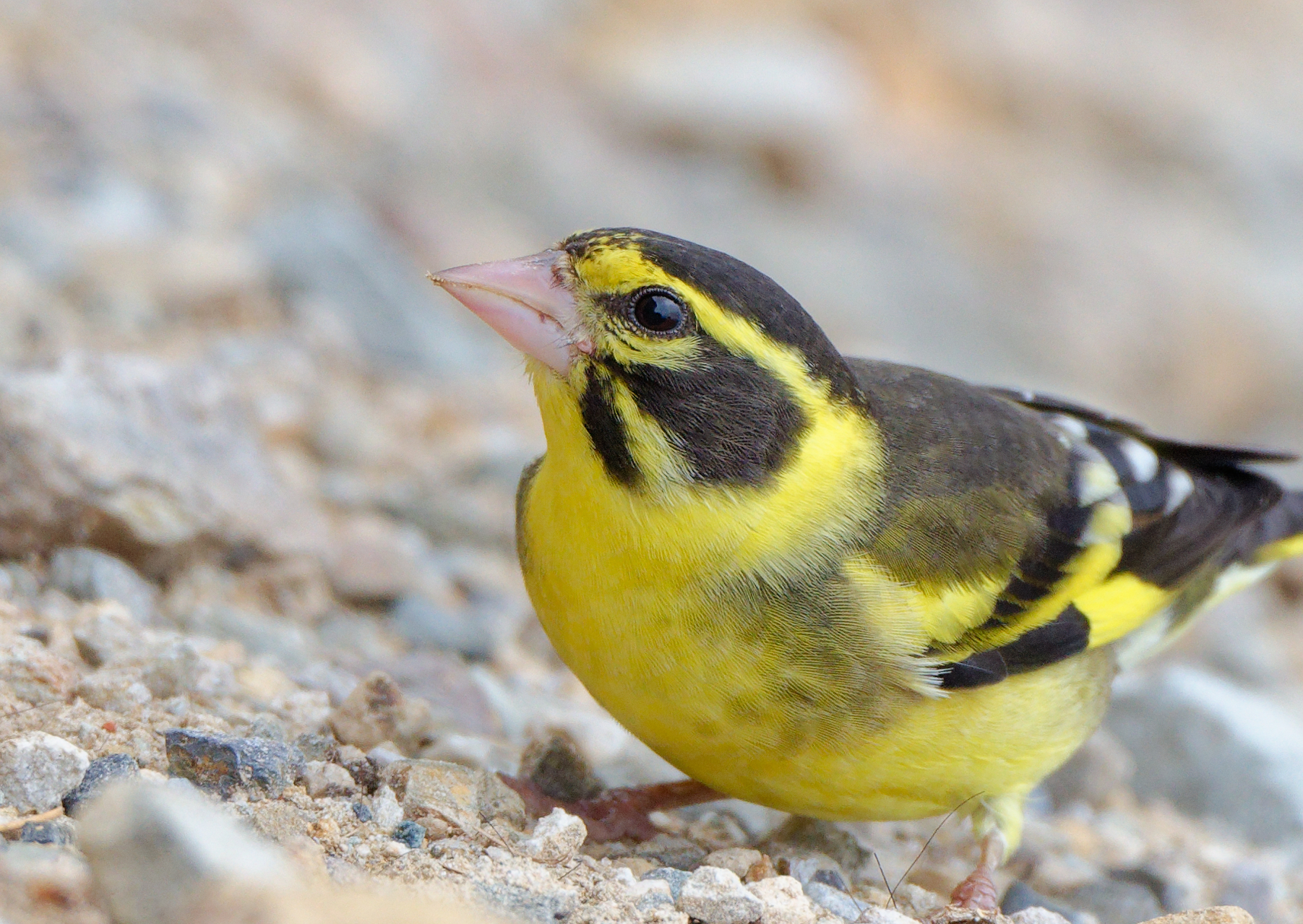
Chloris spinoides
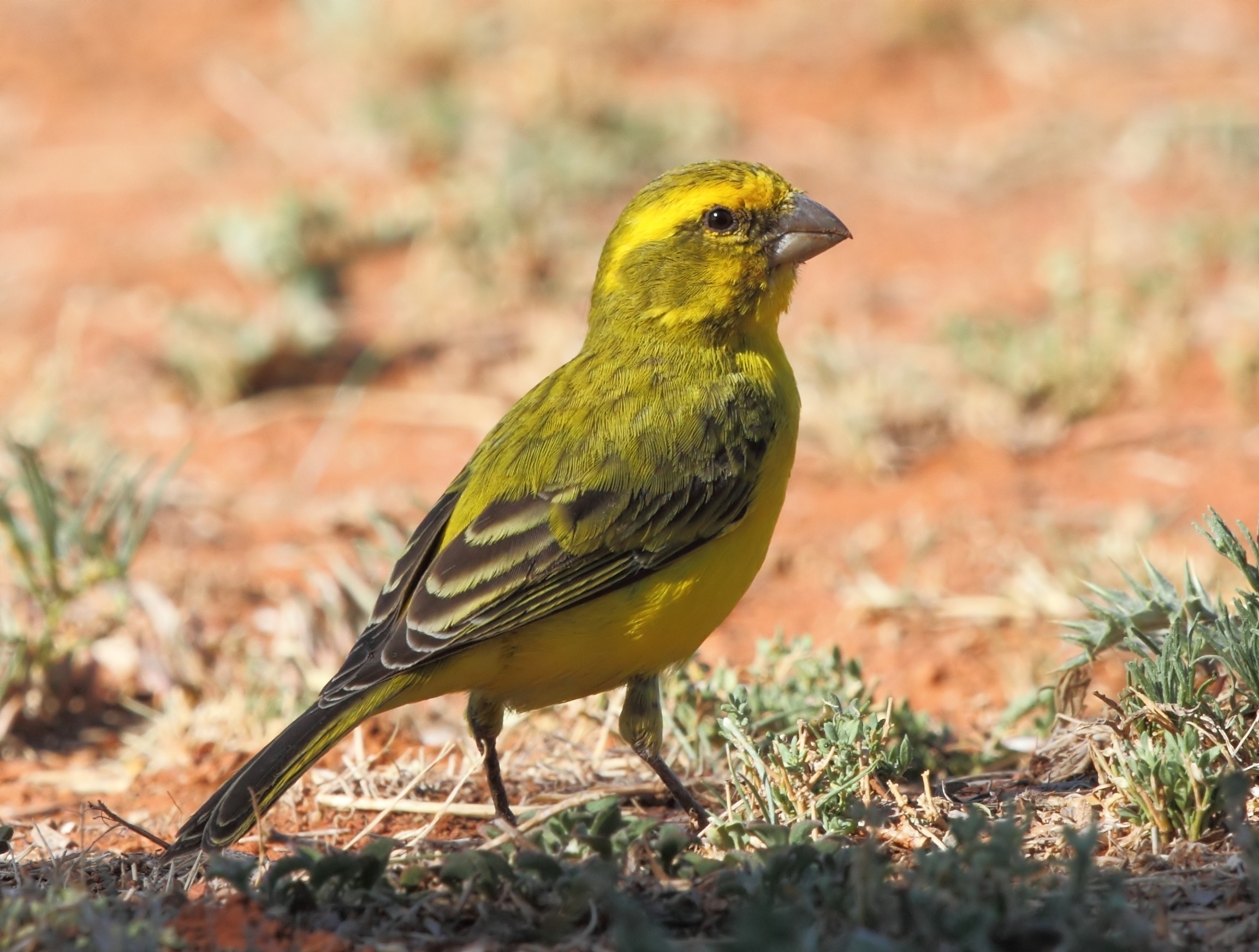
Crithagra flaviventris
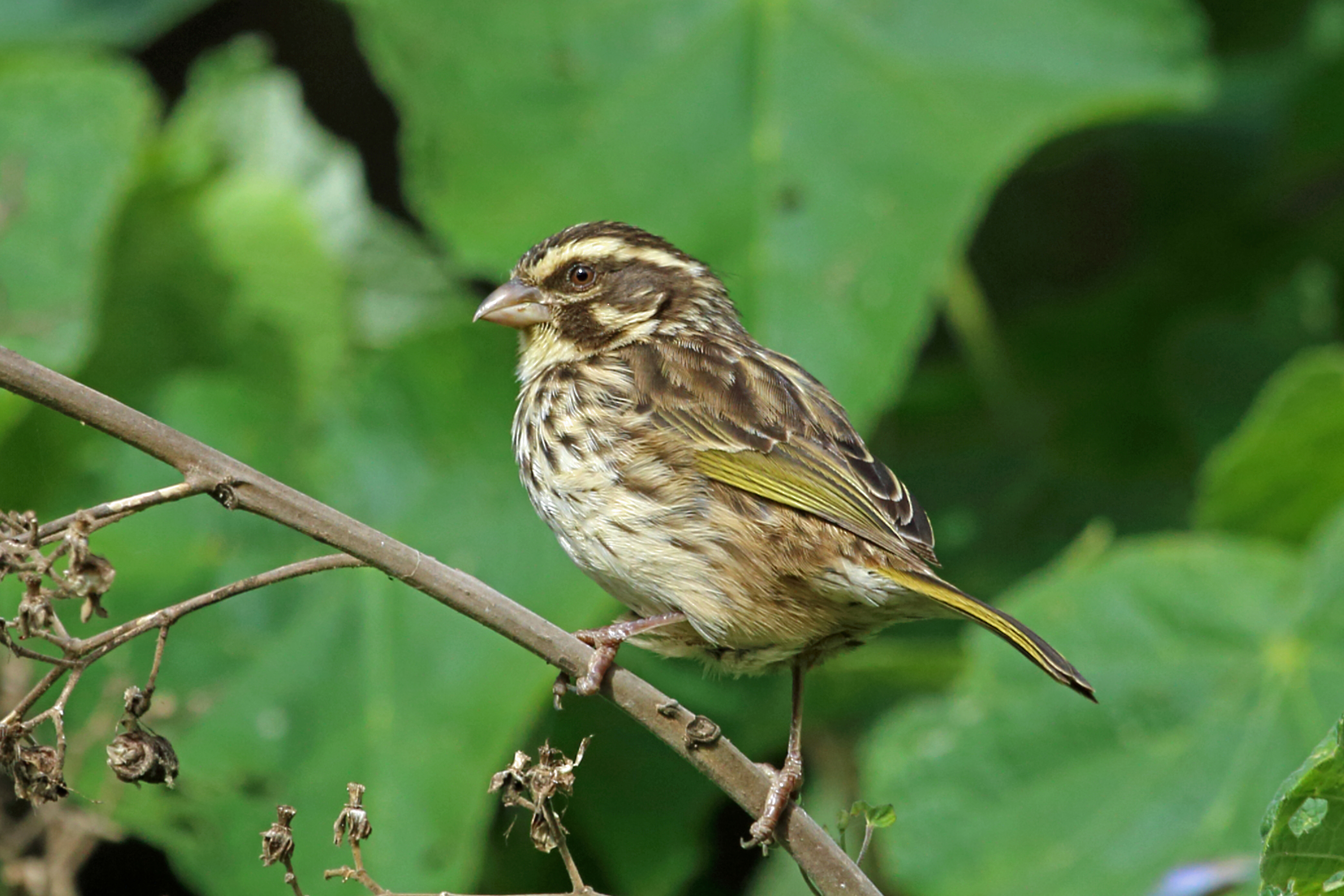
Crithagra striolata
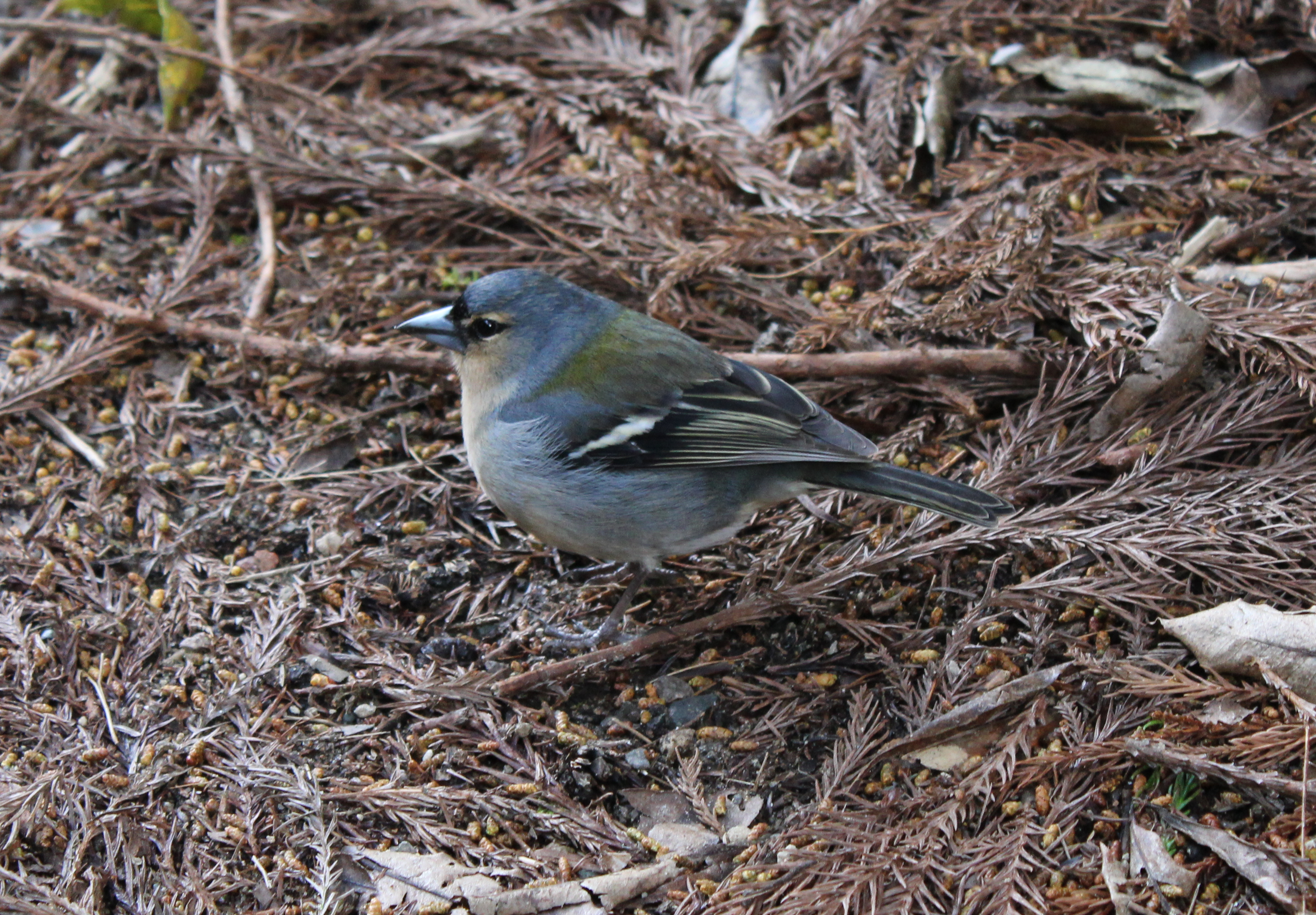
Fringilla coelebs moreletti
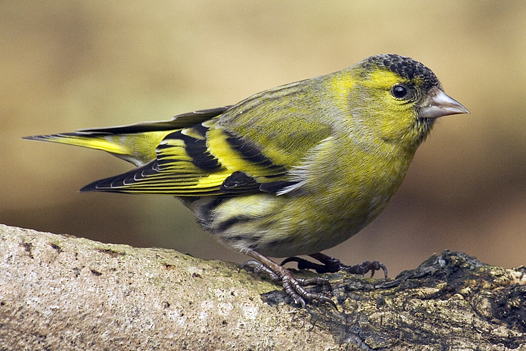
Spinus spinus